# 家事場の女王様
『家事場の女王様』（かじばのじょおうさま）は、2007年5月26日に毎日放送テレビ（MBSテレビ）製作・TBS系列で放送されたバラエティ番組である。

## 番組概要
主婦たちとの挑戦者が洗濯・料理・掃除など対決する「家事テクニシャン」の異種格闘技戦。『料理の鉄人』でおなじみの田中経一が演出した番組である。従って、『家事場の女王様』という看板課題の他は、ほぼ『料理の鉄人』と同趣向の内容となっている。

## 放送日
- 2007年5月26日土曜日 - 14:00～15:25

## 出演者
- MC：松岡修造
- アシスタント：眞鍋かをり
- 実況：上泉雄一（MBSアナウンサー）
- ナレーション：笠原留美

### 家事場の女王様
- 未唯（洗濯）
- 北斗晶（料理）
- 三船美佳（掃除）

### ゲスト
2007年5月26日
- 細川茂樹
- 辺見えみり
- 茅島成美
- 磯野貴理
- モンキッキー

## スタッフ
- 構成：伊藤正宏、工藤ひろこ
- 監修：阿部絢子（消費生活アドバイザー）、大矢勝（横浜国立大学教育人間科学部）
- リサーチ：フルタイム、ノマド、one by one
- TD／SW：竹内弘佳
- CAM：古俣智則
- VE：田中昭博
- AUD：佐藤浩一
- 照明：岩村信夫
- 美術プロデューサー：杉川廣明
- セットデザイン：石森慎司
- 美術進行：今井隆之
- 大道具：高橋千鶴
- 大道具操作：伊藤善起
- アクリル装飾：児玉希生
- 装飾：雪入三広、伊藤隼定
- 電飾：谷口雅彦
- 視覚効果：菅谷守
- 衣裳デザイン：江島モモ
- メイク：今津悠子
- フードコーディネイター：結城摂子
- ビジュアルクリエーター：薗部健
- CG：鈴木千夏、持田学
- 編集：平原賢志
- EED：吉野洋一
- MA：渡辺究
- 音響効果：大久保吉久
- TK：山本悦子
- 番宣：内田道子（MBS）
- AD：綾田舞
- FD：渡邊美香
- 演出補：小平裕、長山孝太郎
- ディレクター：竹内康人、坂口和之進、鈴木道正、柳瀬由紀子
- 総合演出：田中経一
- プロデューサー：小林亮（MBS）、松原憲郎、橋本美穂
- 協力：株式会社マルゼン、服部栄養専門学校、銀座ハウスキーパー、株式会社ハッピー、クリーンクルー、日本ペットモデル協会、株式会社ミルス・システムズ
- 技術協力：八峯テレビ、テクノマックス、TDKビデオセンター
- 美術協力：フジアール
- 制作協力：共同テレビ
- 製作著作：毎日放送